# Marian Rosenfeld

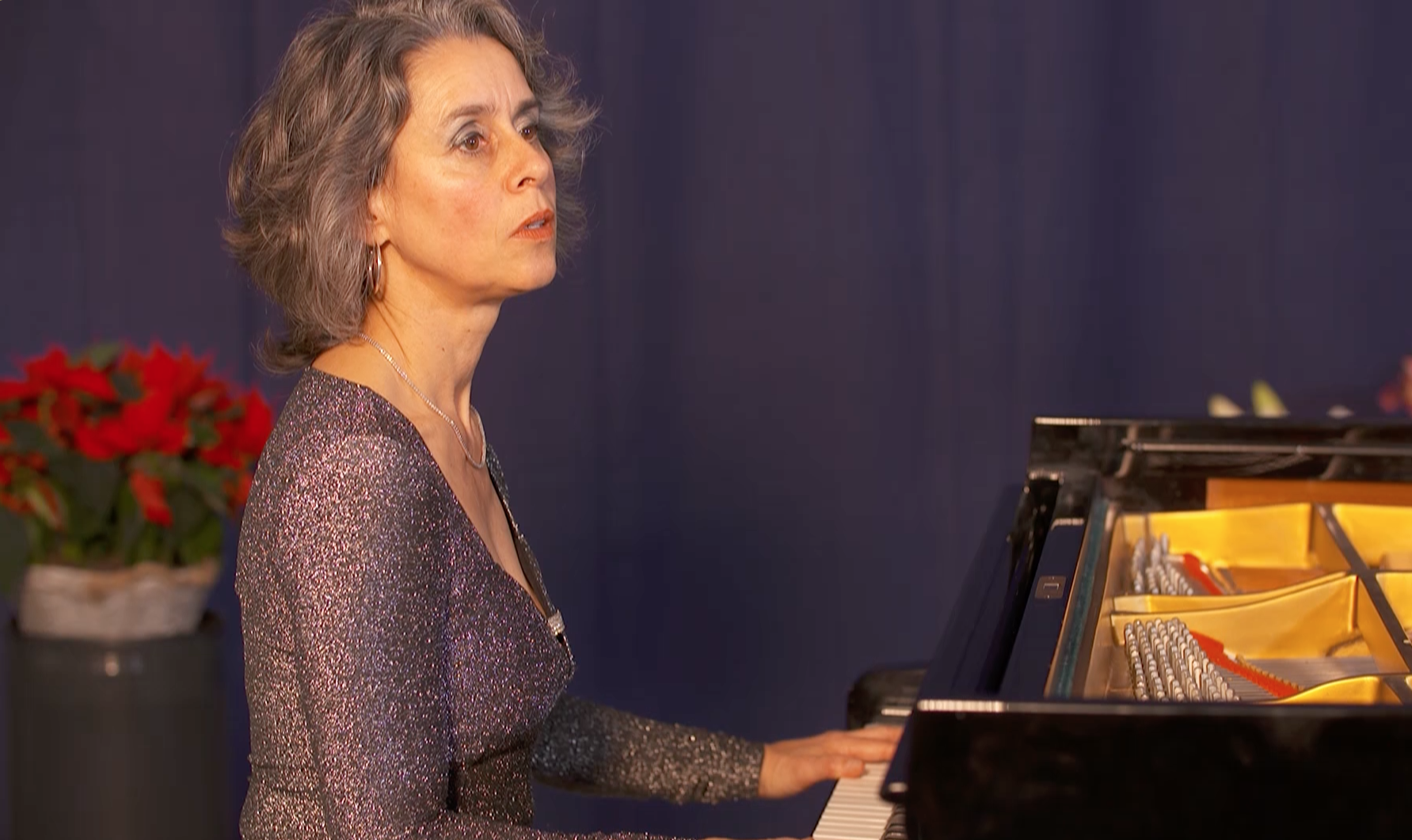
Marian Rosenfeld, 2019

Marian Rosenfeld (* 30. Mai 1968 in Luzern) ist eine Schweizer Pianistin.

## Lebenslauf
Marian Rosenfeld wurde in eine Musikerfamilie hineingeboren. Als Dreizehnjährige wurde sie in die Meisterklasse von Homero Francesch an der Zürcher Hochschule der Künste aufgenommen und debütierte ein Jahr später im Grossen Saal der Tonhalle Zürich. Nach dem Konzertreifedipolm 1987 und weiteren Studien bei Vitalij Margulis folgte eine längere Zusammenarbeit mit Bruno Canino an der Hochschule der Künste Bern. Begegnungen mit Künstlern wie György Kurtág, András Schiff, Radu Lupu und Bernard Greenhouse prägten ihre musikalische Entwicklung.
Rosenfeld gewann diverse Wettbewerbe (Schweizerischer Jugendmusikwettbewerb, Jecklin Musiktreffen) und Studienpreise. Als Vertreterin für die Schweiz errang sie am Eurovisionswettbewerb für junge Musiker in Kopenhagen 1986 als bis heute einzige Schweizerin den 2. Platz. Als Solistin sowie auch als Kammermusikerin wurde ihr mehrmals der Studienpreis des Migros-Genossenschafts-Bundes zugesprochen. Am Internationalen Wettbewerb der ARD  erhielt 1996 sie als Duo mit ihrem Bruder Rafael Rosenfeld den dritten Preis.
Europaweite Auftritte führten sie unter anderem nach Wien, Salzburg, Lissabon, London (Queen Elizabeth Hall, Wigmore Hall) und Berlin (Schauspielhaus), sie erhielt Einladungen zu internationalen Festivals wie dem Prager Frühling, dem Savonlinna Operafestival oder dem Lucerne Festival. Marian Rosenfeld musizierte mit dem Mozarteum-Orchester Salzburg, dem Münchner Kammerorchester, dem Radiosinfonieorchester Basel oder dem Zürcher Kammerorchester, mit Dirigenten wie Franz Welser-Möst, Pinchas Steinberg, Olivier Cuendet, Hans Graf, Hans Stadlmaier, Hans-Dieter Baum und Mario Venzago. Sie war u. a. Kammermusikpartner von Francois Benda, Paul Gulda, Benjamin Schmid, Janne Sakksala, Zvi Carmeli und Jan Erik Gustafsson.
2001 verabschiedete sich Marian Rosenfeld aus privaten Gründen aus der Öffentlichkeit. 2018 kehrte sie auf die Bühne zurück. Mit neuen Formaten wie «Abendbier zum Klavier» und «Musik und Geist» sucht sie, eine breite Öffentlichkeit für die klassische Musik zu sensibilisieren, oder deren Verbindung zu philosophischen Fragen des Lebens näher zu bringen. Marian Rosenfeld lebt und arbeitet (Stand 2020) in Küssnacht.

## Auszeichnungen
- 1986: Eurovision Young Musicians 1986
- 1996: Internationaler Musikwettbewerb der ARD

## Diskografie (Auswahl)
- Dmitri Shostakovich, Richard Strauss – Cellosonaten mit Martina Schucan. Ex Libris, 1988
- „Fiestas y siestas“ – Spanische und südamerikanische Klaviermusik. Prospero Classical, 2022